# Vòng loại Giải vô địch bóng đá thế giới 2002 – Khu vực châu Âu
Dưới đây là các ngày thi đấu và kết quả vòng loại Giải vô địch bóng đá thế giới 2002 – Khu vực châu Âu (UEFA).
Vòng loại khu vực châu Âu cho World Cup 2002 – tổ chức tại Hàn Quốc và Nhật Bản – là vòng đấu loại dành cho các đội tuyển quốc gia thuộc UEFA. Ngoại trừ Pháp, đội dành suất thẳng vòng chung kết với tư cách đương kim vô địch, khu vực châu Âu được phân bổ tổng cộng 13,5 suất dự vòng chung kết.
50 đội được chia thành 9 bảng, gồm 5 bảng có 6 đội và 4 bảng có năm đội. Các đội thi đấu vòng tròn hai lượt sân nhà – sân khách. Đội đầu bảng sẽ giành vé trực tiếp. Trong số các đội nhì bảng, bảng 2 được bốc thăm ngẫu nhiên để giành suất đá play-off liên lục địa UEFA–AFC, còn 8 đội nhì bảng còn lại sẽ bước vào vòng play-off khu vực UEFA.
Tại vòng play-off, 8 đội được bốc thăm thành bốn cặp đấu loại trực tiếp theo thể thức hai lượt đi – về. 4 đội thắng chung cuộc sẽ giành quyền vào vòng chung kết. Quá trình vòng loại bắt đầu từ ngày 2 tháng 9 năm 2000, sau Euro 2000, và kết thúc vào ngày 14 tháng 11 năm 2001.

## Phân nhóm hạt giống (UEFA)
Lễ bốc thăm diễn ra vào ngày 7 tháng 12 năm 1999, dựa trên số điểm trung bình mỗi trận đạt được tại vòng loại World Cup 1998 và vòng loại Euro 2000. Pháp được vào thẳng với tư cách đương kim vô địch. Do Bỉ và Hà Lan là đồng chủ nhà Euro 2000 nên không phải thi đấu vòng loại giải này, vì vậy chỉ kết quả vòng loại World Cup 1998 của họ được tính đến. Andorra lần đầu tham dự vòng loại World Cup.
| Đội tuyển   | Hệ số | Hạng |
| ----------- | ----- | ---- |
| Tây Ban Nha | 2,61  | 1    |
| România     | 2,60  | 2    |
| Na Uy       | 2,50  | 3    |
| Thụy Điển   | 2,39  | 4    |
| Hà Lan      | 2,38  | 5    |
| Séc         | 2,30  | 6    |
| Đức         | 2,28  | 7    |
| Bỉ          | 2,25  | 8    |
| Nam Tư      | 2,22  | 9    |

| Đội tuyển  | Hệ số | Hạng |
| ---------- | ----- | ---- |
| Áo         | 2,11  | 10   |
| Bồ Đào Nha | 2,10  | 11   |
| Ý          | 2,06  | 12   |
| Scotland   | 2,05  | 13   |
| Anh        | 2,00  | 14   |
| Nga        | 2,00  | 15   |
| Ukraina    | 2,00  | 16   |
| Thổ Nhĩ Kỳ | 1,94  | 17   |
| Đan Mạch   | 1,94  | 18   |

| Đội tuyển        | Hệ số | Hạng |
| ---------------- | ----- | ---- |
| Cộng hòa Ireland | 1,89  | 19   |
| Croatia          | 1,88  | 20   |
| Slovakia         | 1,65  | 21   |
| Israel           | 1,63  | 22   |
| Bulgaria         | 1,63  | 23   |
| Hy Lạp           | 1,61  | 24   |
| Thụy Sĩ          | 1,50  | 25   |
| Ba Lan           | 1,44  | 26   |
| Litva            | 1,40  | 27   |

| Đội tuyển            | Hệ số | Hạng |
| -------------------- | ----- | ---- |
| Síp                  | 1,38  | 28   |
| Hungary              | 1,33  | 29   |
| Phần Lan             | 1,31  | 30   |
| Iceland              | 1,20  | 31   |
| Macedonia            | 1,17  | 32   |
| Latvia               | 1,15  | 33   |
| Bosna và Hercegovina | 1,11  | 34   |
| Wales                | 1,00  | 35   |
| Slovenia             | 1,00  | 36   |

| Đội tuyển      | Hệ số | Hạng |
| -------------- | ----- | ---- |
| Gruzia         | 0,83  | 37   |
| Armenia        | 0,80  | 38   |
| Estonia        | 0,75  | 39   |
| Bắc Ireland    | 0,67  | 40   |
| Albania        | 0,55  | 41   |
| Quần đảo Faroe | 0,45  | 42   |
| Belarus        | 0,39  | 43   |
| Azerbaijan     | 0,39  | 44   |
| Moldova        | 0,25  | 45   |
| Liechtenstein  | 0,20  | 46   |
| Andorra        | 0,00  | 47   |
| Luxembourg     | 0,00  | 48   |
| Malta          | 0,00  | 49   |
| San Marino     | 0,00  | 50   |

## Tổng quan
Bảng – hàng đầu: đội nhất bảng, hàng hai: đội nhì bảng, hàng ba: các đội còn lại. Đội đứng đầu mỗi bảng giành quyền tham dự Vòng chung kết World Cup 2002 cùng với các đội thắng play-off. Bảng 2 là bảng được bốc thăm cuối cùng để đội nhì bảng tham dự trận play-off liên lục địa UEFA/AFC. Là đội nhì bảng 2, Cộng hòa Ireland đã thi đấu play-off với một đại diện của liên đoàn châu Á (AFC), trong khi các đội nhì bảng khác thi đấu với nhau (play-off nội bộ UEFA).
| Bảng 1                                           | Bảng 2                             | Bảng 3                                     | Bảng 4                                        | Bảng 5                              | Bảng 6                           | Bảng 7                                          | Bảng 8                     | Bảng 9                        |
| ------------------------------------------------ | ---------------------------------- | ------------------------------------------ | --------------------------------------------- | ----------------------------------- | -------------------------------- | ----------------------------------------------- | -------------------------- | ----------------------------- |
| · Nga                                            | · Bồ Đào Nha                       | · Đan Mạch                                 | · Thụy Điển                                   | · Ba Lan                            | · Croatia                        | · Tây Ban Nha                                   | · Ý                        | · Anh                         |
| · Slovenia                                       | · Cộng hòa Ireland                 | · Séc                                      | · Thổ Nhĩ Kỳ                                  | · Ukraina                           | · Bỉ                             | · Áo                                            | · România                  | · Đức                         |
| · Nam Tư · Thụy Sĩ · Quần đảo Faroe · Luxembourg | · Hà Lan · Estonia · Síp · Andorra | · Bulgaria · Iceland · Bắc Ireland · Malta | · Slovakia · Macedonia · Moldova · Azerbaijan | · Belarus · Na Uy · Wales · Armenia | · Scotland · Latvia · San Marino | · Israel · Bosna và Hercegovina · Liechtenstein | · Gruzia · Hungary · Litva | · Phần Lan · Hy Lạp · Albania |

## Vòng 1
Đội đứng đầu mỗi bảng vào thẳng vòng chung kết, đội nhì bảng vào play-off (hoặc UEFA play-off hoặc UEFA–AFC play-off).

### Bảng 1
| VT | Đội            | ST | T | H | B  | BT | BB | HS  | Đ  | Giành quyền tham dự |     |     |     |     |     |     |     |
| -- | -------------- | -- | - | - | -- | -- | -- | --- | -- | ------------------- | --- | --- | --- | --- | --- | --- | --- |
| 1  | Nga            | 10 | 7 | 2 | 1  | 18 | 5  | +13 | 23 | 2002 FIFA World Cup |     | —   | 1–1 | 1–1 | 4–0 | 1–0 | 3–0 |
| 2  | Slovenia       | 10 | 5 | 5 | 0  | 17 | 9  | +8  | 20 | Vòng 2              |     | 2–1 | —   | 1–1 | 2–2 | 3–0 | 2–0 |
| 3  | Nam Tư         | 10 | 5 | 4 | 1  | 22 | 8  | +14 | 19 |                     |     | 0–1 | 1–1 | —   | 1–1 | 2–0 | 6–2 |
| 4  | Thụy Sĩ        | 10 | 4 | 2 | 4  | 18 | 12 | +6  | 14 |                     | 0–1 | 0–1 | 1–2 | —   | 5–1 | 5–0 |     |
| 5  | Quần đảo Faroe | 10 | 2 | 1 | 7  | 6  | 23 | −17 | 7  |                     | 0–3 | 2–2 | 0–6 | 0–1 | —   | 1–0 |     |
| 6  | Luxembourg     | 10 | 0 | 0 | 10 | 4  | 28 | −24 | 0  |                     | 1–2 | 1–2 | 0–2 | 0–3 | 0–2 | —   |     |

### Bảng 2
| VT | Đội              | ST | T | H | B  | BT | BB | HS  | Đ  | Giành quyền tham dự   |     |     |     |     |     |     |     |
| -- | ---------------- | -- | - | - | -- | -- | -- | --- | -- | --------------------- | --- | --- | --- | --- | --- | --- | --- |
| 1  | Bồ Đào Nha       | 10 | 7 | 3 | 0  | 33 | 7  | +26 | 24 | 2002 FIFA World Cup   |     | —   | 1–1 | 2–2 | 5–0 | 6–0 | 3–0 |
| 2  | Cộng hòa Ireland | 10 | 7 | 3 | 0  | 23 | 5  | +18 | 24 | Play-off liên lục địa |     | 1–1 | —   | 1–0 | 2–0 | 4–0 | 3–1 |
| 3  | Hà Lan           | 10 | 6 | 2 | 2  | 30 | 9  | +21 | 20 |                       |     | 0–2 | 2–2 | —   | 5–0 | 4–0 | 4–0 |
| 4  | Estonia          | 10 | 2 | 2 | 6  | 10 | 26 | −16 | 8  |                       | 1–3 | 0–2 | 2–4 | —   | 2–2 | 1–0 |     |
| 5  | Síp              | 10 | 2 | 2 | 6  | 13 | 31 | −18 | 8  |                       | 1–3 | 0–4 | 0–4 | 2–2 | —   | 5–0 |     |
| 6  | Andorra          | 10 | 0 | 0 | 10 | 5  | 36 | −31 | 0  |                       | 1–7 | 0–3 | 0–5 | 1–2 | 2–3 | —   |     |

### Bảng 3
| VT | Đội         | ST | T | H | B | BT | BB | HS  | Đ  | Giành quyền tham dự |     |     |     |     |     |     |     |
| -- | ----------- | -- | - | - | - | -- | -- | --- | -- | ------------------- | --- | --- | --- | --- | --- | --- | --- |
| 1  | Đan Mạch    | 10 | 6 | 4 | 0 | 22 | 6  | +16 | 22 | 2002 FIFA World Cup |     | —   | 2–1 | 1–1 | 6–0 | 1–1 | 2–1 |
| 2  | Séc         | 10 | 6 | 2 | 2 | 20 | 8  | +12 | 20 | Vòng 2              |     | 0–0 | —   | 6–0 | 4–0 | 3–1 | 3–2 |
| 3  | Bulgaria    | 10 | 5 | 2 | 3 | 14 | 15 | −1  | 17 |                     |     | 0–2 | 0–1 | —   | 2–1 | 4–3 | 3–0 |
| 4  | Iceland     | 10 | 4 | 1 | 5 | 14 | 20 | −6  | 13 |                     | 1–2 | 3–1 | 1–1 | —   | 1–0 | 3–0 |     |
| 5  | Bắc Ireland | 10 | 3 | 2 | 5 | 11 | 12 | −1  | 11 |                     | 1–1 | 0–1 | 0–1 | 3–0 | —   | 1–0 |     |
| 6  | Malta       | 10 | 0 | 1 | 9 | 4  | 24 | −20 | 1  |                     | 0–5 | 0–0 | 0–2 | 1–4 | 0–1 | —   |     |

### Bảng 4
| VT | Đội        | ST | T | H | B | BT | BB | HS  | Đ  | Giành quyền tham dự |     |     |     |     |     |     |     |
| -- | ---------- | -- | - | - | - | -- | -- | --- | -- | ------------------- | --- | --- | --- | --- | --- | --- | --- |
| 1  | Thụy Điển  | 10 | 8 | 2 | 0 | 20 | 3  | +17 | 26 | 2002 FIFA World Cup |     | —   | 1–1 | 2–0 | 1–0 | 6–0 | 3–0 |
| 2  | Thổ Nhĩ Kỳ | 10 | 6 | 3 | 1 | 18 | 8  | +10 | 21 | Vòng 2              |     | 1–2 | —   | 1–1 | 3–3 | 2–0 | 3–0 |
| 3  | Slovakia   | 10 | 5 | 2 | 3 | 16 | 9  | +7  | 17 |                     |     | 0–0 | 0–1 | —   | 2–0 | 4–2 | 3–1 |
| 4  | Macedonia  | 10 | 1 | 4 | 5 | 11 | 18 | −7  | 7  |                     | 1–2 | 1–2 | 0–5 | —   | 2–2 | 3–0 |     |
| 5  | Moldova    | 10 | 1 | 3 | 6 | 6  | 20 | −14 | 6  |                     | 0–2 | 0–3 | 0–1 | 0–0 | —   | 2–0 |     |
| 6  | Azerbaijan | 10 | 1 | 2 | 7 | 4  | 17 | −13 | 5  |                     | 0–1 | 0–1 | 2–0 | 1–1 | 0–0 | —   |     |

### Bảng 5
| VT | Đội     | ST | T | H | B | BT | BB | HS  | Đ  | Giành quyền tham dự |     |     |     |     |     |     |     |
| -- | ------- | -- | - | - | - | -- | -- | --- | -- | ------------------- | --- | --- | --- | --- | --- | --- | --- |
| 1  | Ba Lan  | 10 | 6 | 3 | 1 | 21 | 11 | +10 | 21 | 2002 FIFA World Cup |     | —   | 1–1 | 3–1 | 3–0 | 0–0 | 4–0 |
| 2  | Ukraina | 10 | 4 | 5 | 1 | 13 | 8  | +5  | 17 | Vòng 2              |     | 1–3 | —   | 0–0 | 0–0 | 1–1 | 3–0 |
| 3  | Belarus | 10 | 4 | 3 | 3 | 12 | 11 | +1  | 15 |                     |     | 4–1 | 0–2 | —   | 2–1 | 2–1 | 2–1 |
| 4  | Na Uy   | 10 | 2 | 4 | 4 | 12 | 14 | −2  | 10 |                     | 2–3 | 0–1 | 1–1 | —   | 3–2 | 0–0 |     |
| 5  | Wales   | 10 | 1 | 6 | 3 | 10 | 12 | −2  | 9  |                     | 1–2 | 1–1 | 1–0 | 1–1 | —   | 0–0 |     |
| 6  | Armenia | 10 | 0 | 5 | 5 | 7  | 19 | −12 | 5  |                     | 1–1 | 2–3 | 0–0 | 1–4 | 2–2 | —   |     |

### Bảng 6
| VT | Đội        | ST | T | H | B | BT | BB | HS  | Đ  | Giành quyền tham dự |     |     |     |     |     |      |
| -- | ---------- | -- | - | - | - | -- | -- | --- | -- | ------------------- | --- | --- | --- | --- | --- | ---- |
| 1  | Croatia    | 8  | 5 | 3 | 0 | 15 | 2  | +13 | 18 | 2002 FIFA World Cup |     | —   | 1–0 | 1–1 | 4–1 | 4–0  |
| 2  | Bỉ         | 8  | 5 | 2 | 1 | 25 | 6  | +19 | 17 | Vòng 2              |     | 0–0 | —   | 2–0 | 3–1 | 10–1 |
| 3  | Scotland   | 8  | 4 | 3 | 1 | 12 | 6  | +6  | 15 |                     |     | 0–0 | 2–2 | —   | 2–1 | 4–0  |
| 4  | Latvia     | 8  | 1 | 1 | 6 | 5  | 16 | −11 | 4  |                     | 0–1 | 0–4 | 0–1 | —   | 1–1 |      |
| 5  | San Marino | 8  | 0 | 1 | 7 | 3  | 30 | −27 | 1  |                     | 0–4 | 1–4 | 0–2 | 0–1 | —   |      |

### Bảng 7
| VT | Đội                  | ST | T | H | B | BT | BB | HS  | Đ  | Giành quyền tham dự |     |     |     |     |     |     |
| -- | -------------------- | -- | - | - | - | -- | -- | --- | -- | ------------------- | --- | --- | --- | --- | --- | --- |
| 1  | Tây Ban Nha          | 8  | 6 | 2 | 0 | 21 | 4  | +17 | 20 | 2002 FIFA World Cup |     | —   |     | 2–0 | 4–1 | 5–0 |
| 2  | Áo                   | 8  | 4 | 3 | 1 | 10 | 8  | +2  | 15 | Vòng 2              |     | 1–1 | —   | 2–1 | 2–0 | 2–0 |
| 3  | Israel               | 8  | 3 | 3 | 2 | 11 | 7  | +4  | 12 |                     |     | 1–1 | 1–1 | —   | 3–1 | 2–0 |
| 4  | Bosna và Hercegovina | 8  | 2 | 2 | 4 | 12 | 12 | 0   | 8  |                     | 1–2 | 1–1 | 0–0 | —   | 5–0 |     |
| 5  | Liechtenstein        | 8  | 0 | 0 | 8 | 0  | 23 | −23 | 0  |                     | 0–2 | 0–1 | 0–3 | 0–3 | —   |     |

### Bảng 8
| VT | Đội     | ST | T | H | B | BT | BB | HS  | Đ  | Giành quyền tham dự |     |     |     |     |     |     |
| -- | ------- | -- | - | - | - | -- | -- | --- | -- | ------------------- | --- | --- | --- | --- | --- | --- |
| 1  | Ý       | 8  | 6 | 2 | 0 | 16 | 3  | +13 | 20 | 2002 FIFA World Cup |     | —   | 3–0 | 2–0 | 1–0 | 4–0 |
| 2  | România | 8  | 5 | 1 | 2 | 10 | 7  | +3  | 16 | Vòng 2              |     | 0–2 | —   | 1–1 | 2–0 | 1–0 |
| 3  | Gruzia  | 8  | 3 | 1 | 4 | 12 | 12 | 0   | 10 |                     |     | 1–2 | 0–2 | —   | 3–1 | 2–0 |
| 4  | Hungary | 8  | 2 | 2 | 4 | 14 | 13 | +1  | 8  |                     | 2–2 | 0–2 | 4–1 | —   | 1–1 |     |
| 5  | Litva   | 8  | 0 | 2 | 6 | 3  | 20 | −17 | 2  |                     | 0–0 | 1–2 | 0–4 | 1–6 | —   |     |

### Bảng 9
| VT | Đội      | ST | T | H | B | BT | BB | HS  | Đ  | Giành quyền tham dự |     |     |     |     |     |     |
| -- | -------- | -- | - | - | - | -- | -- | --- | -- | ------------------- | --- | --- | --- | --- | --- | --- |
| 1  | Anh      | 8  | 5 | 2 | 1 | 16 | 6  | +10 | 17 | 2002 FIFA World Cup |     | —   | 0–1 | 2–1 | 2–2 | 2–0 |
| 2  | Đức      | 8  | 5 | 2 | 1 | 14 | 10 | +4  | 17 | Vòng 2              |     | 1–5 | —   | 0–0 | 2–0 | 2–1 |
| 3  | Phần Lan | 8  | 3 | 3 | 2 | 12 | 7  | +5  | 12 |                     |     | 0–0 | 2–2 | —   | 5–1 | 2–1 |
| 4  | Hy Lạp   | 8  | 2 | 1 | 5 | 7  | 17 | −10 | 7  |                     | 0–2 | 2–4 | 1–0 | —   | 1–0 |     |
| 5  | Albania  | 8  | 1 | 0 | 7 | 5  | 14 | −9  | 3  |                     | 1–3 | 0–2 | 0–2 | 2–0 | —   |     |

## Vòng 2
Lễ bốc thăm cho các trận play-off được tổ chức vào ngày 31 tháng 8 năm 2001 tại trụ sở FIFA ở Zürich, Thụy Sĩ. 9 đội nhì bảng được đưa vào một nhóm hạt giống, trong đó 8 đội được bốc thăm chia thành bốn cặp đấu (đội được bốc trước sẽ đá lượt đi trên sân nhà). Đội còn lại sẽ gặp một đại diện của AFC trong trận play-off liên lục địa. UEFA được ghép đấu với đại diện AFC theo quyết định của Ủy ban điều hành FIFA vào tháng 10 năm 1999.
| Đội 1    | TTS | Đội 2      | Lượt đi | Lượt về |
| -------- | --- | ---------- | ------- | ------- |
| Bỉ       | 2–0 | Séc        | 1–0     | 1–0     |
| Ukraina  | 2–5 | Đức        | 1–1     | 1–4     |
| Slovenia | 3–2 | România    | 2–1     | 1–1     |
| Áo       | 0–6 | Thổ Nhĩ Kỳ | 0–1     | 0–5     |

## Play-off liên lục địa
Vì đội nhì bảng 2 là đội được chọn cuối cùng trong lễ bốc thăm play-off ngày 31 tháng 8 năm 2001, đội này sẽ gặp một đội thuộc AFC trong trận play-off liên lục địa. UEFA được chỉ định thi đấu với đội AFC theo quyết định của Ủy ban điều hành FIFA vào tháng 10 năm 1999, tuy nhiên thứ tự sân nhà – sân khách được quyết định bởi lễ bốc thăm ngày 31 tháng 8 năm 2001. Đội sẽ gặp đại diện AFC là Cộng hòa Ireland.
| Đội 1            | TTS | Đội 2 | Lượt đi | Lượt về |
| ---------------- | --- | ----- | ------- | ------- |
| Cộng hòa Ireland | 2–1 | Iran  | 2–0     | 0–1     |

Cộng hòa Ireland thắng với tổng tỷ số 2–1 và giành quyền tham dự Giải vô địch bóng đá thế giới 2002.

## Các đội tuyển vượt qua vòng loại
15 đội tuyển sau đến từ UEFA vượt qua vòng loại tham dự Giải vô địch bóng đá thế giới 2002
| Đội tuyển        | Tư cách vượt qua vòng loại   | Ngày vượt qua vòng loại | Số lần tham dự FIFA World Cup trước đây1                                                          |
| ---------------- | ---------------------------- | ----------------------- | ------------------------------------------------------------------------------------------------- |
| Pháp             | Đương kim vô địch            | 12 tháng 7 năm 1998     | 10 (1930, 1934, 1938, 1954, 1958, 1966, 1978, 1982, 1986, 1998)                                   |
| Nga              | Nhất Bảng 1                  | 6 tháng 10 năm 2001     | 8 (19582, 19622, 19662, 19702, 19822, 19862, 19902, 1994)                                         |
| Bồ Đào Nha       | Nhất Bảng 2                  | 6 tháng 10 năm 2001     | 2 (1966, 1986)                                                                                    |
| Đan Mạch         | Nhất Bảng 3                  | 6 tháng 10 năm 2001     | 2 (1986, 1998)                                                                                    |
| Thụy Điển        | Nhất Bảng 4                  | 5 tháng 9 năm 2001      | 9 (1934, 1938, 1950, 1958, 1970, 1974, 1978, 1990, 1994)                                          |
| Ba Lan           | Nhất Bảng 5                  | 1 tháng 9 năm 2001      | 5 (1938, 1974, 1978, 1982, 1986)                                                                  |
| Croatia          | Nhất Bảng 6                  | 6 tháng 10 năm 2001     | 1 (1998)                                                                                          |
| Tây Ban Nha      | Nhất Bảng 7                  | 5 tháng 9 năm 2001      | 10 (1934, 1950, 1962, 1966, 1978, 1982, 1986, 1990, 1994, 1998)                                   |
| Ý                | Nhất Bảng 8                  | 6 tháng 10 năm 2001     | 14 (1934, 1938, 1950, 1954, 1962, 1966, 1970, 1974, 1978, 1982, 1986, 1990, 1994, 1998)           |
| Anh              | Nhất Bảng 9                  | 6 tháng 10 năm 2001     | 10 (1950, 1954, 1958, 1962, 1966, 1970, 1982, 1986, 1990, 1998)                                   |
| Đức              | Thắng trận Play-off UEFA     | 14 tháng 11 năm 2001    | 14 (1934, 1938, 19543, 19583, 19623, 19663, 19703, 19743, 19783, 19823, 19863, 19903, 1994, 1998) |
| Bỉ               | Thắng trận Play-off UEFA     | 14 tháng 11 năm 2001    | 10 (1930, 1934, 1938, 1954, 1970, 1982, 1986, 1990, 1994, 1998)                                   |
| Slovenia         | Thắng trận Play-off UEFA     | 14 tháng 11 năm 2001    | 0 (debut)                                                                                         |
| Thổ Nhĩ Kỳ       | Thắng trận Play-off UEFA     | 14 tháng 11 năm 2001    | 1 (1954)                                                                                          |
| Cộng hòa Ireland | Thắng trận Play-off UEFA-AFC | 15 tháng 11 năm 2001    | 2 (1990, 1994)                                                                                    |

1 Chữ in đậm chỉ đội vô địch năm đó. Chữ in nghiêng chỉ quốc gia đăng cai năm đó.
2 Thi đấu với tên Liên Xô.
3 Thi đấu với tên Tây Đức. Một đội tuyển khác là Đông Đức cũng tham gia vòng loại trong giai đoạn này, và chỉ từng dự vòng chung kết năm 1974.

## Cầu thủ ghi nhiều bàn thắng
Đã có 677 bàn thắng ghi được trong 238 trận đấu, trung bình 2.84 bàn thắng mỗi trận đấu.
10 bàn thắng
- Andriy Shevchenko

9 bàn thắng
- Ebbe Sand

8 bàn thắng
- Emmanuel Olisadebe
- Pauleta
- Henrik Larsson

7 bàn thắng
- Marc Wilmots
- Filippo Inzaghi
- Nuno Gomes
- Vladimir Beschastnykh
- Kubilay Türkyilmaz

6 bàn thắng
- Michalis Konstantinou
- Michael Owen
- Michael Ballack
- Ruud Van Nistelrooy
- Luís Figo
- Hakan Şükür
- Savo Milošević